# Wolfgang Eilmes
Wolfgang Eilmes (* 1955 in Berlin) ist ein deutscher Fotograf.

## Leben
Eilmes wurde an der Berufsfachschule für Fotografie in Berlin ausgebildet und schloss diese 1975 mit einer Gesellenprüfung ab. Danach war er für kurze Zeit Fotoassistent bei Michael Schmidt, bei dem er bereits 1973 an der Volkshochschule Kreuzberg Schüler war. Er entschied sich für die Pressefotografie und arbeitete mehrere Jahre lang für verschiedene Zeitschriften und Zeitungen. 1980 wurde er Bildjournalist in der Bildzentrale der Deutschen Presse-Agentur (DPA) in Frankfurt am Main. Seit Oktober 1990 ist er Redaktionsfotograf bei der Frankfurter Allgemeinen Zeitung (FAZ).
Für die FAZ ist Eilmes lokal, national, als auch international tätig und steuerte Bilder zu Berichten über den Hilfsverein Cargo Human Care, über Kinderarbeit in Indien oder über den Bürgerkrieg im Ostkongo des Afrika-Korrespondenten der Zeitung Thomas Scheen bei.
Eilmes ist verheiratet und hat zwei Kinder.

## Fotobeiträge in der FAZ
- Reife Frucht, 10. Juni 2017, Seite 64.
- Aus der Erde in den Kochtopf, 30. April 2016, Seite 68.
- Weiße Welt, 23. Januar 2016, Seite 60.
- Die neue Burg des EZB, Frankfurter Allgemeine Sonntagszeitung vom 19. Oktober 2014, Seiten 24/25.
- Bunter Herbst, 31. Oktober 2015, Seite 64.
- Buntes Treiben, 10. Oktober 2015, Seite 68.
- Frankfurter Mainbrücken, 19. September 2015, Seite 60.
- Frankfurter Hilfe für Kenia, 23. Juni 2015.
- Die Kinder der Brickfields, 28. Januar 2013.
- Verschleppt und vergewaltigt, 31. Oktober 2008.